# Navia de Suarna
Navia de Suarna település Spanyolországban, Lugo tartományban. Navia de Suarna Cervantes, Becerreá, Baleira, A Fonsagrada, Ibias és Candín községekkel határos. Lakosainak száma 979 fő (2024).

## Népesség
A település népessége az elmúlt években az alábbi módon változott:
| Lakosok száma | 1916 | 1732 | 1552 | 1441 | 1337 | 1254 | 1140 | 1081 | 997  | 979  |
|               | 2001 | 2004 | 2007 | 2009 | 2012 | 2014 | 2017 | 2019 | 2022 | 2024 |